# Tearing Down Your Blue Skies
| Recensione | Giudizio |
| ---------- | -------- |
| Allmusic   |          |

Tearing Down Your Blue Skies è il terzo album in studio del gruppo metalcore statunitense Diecast. Pubblicato il 19 ottobre 2004 dalla Century Media Records, è il primo album del gruppo ad essere distribuito con una major discografica.
Nel 2006 l'album è stata pubblicata la versione Enhanced, con tre tracce bonus, i videoclip dei brani These Days, Rise & Oppose e Medieval, una galleria fotografica del gruppo, uno sfondo per il desktop e una buddy icon.

## Tracce
1. Fire/Damage – 4:07
2. Seize the Day – 2:28
3. Torn from Within – 2:45
4. Savior – 3:27
5. Rise & Oppose – 3:16
6. Sacrifice – 4:39
7. Medieval – 3:47
8. Traitor – 3:07
9. These Days – 3:26
10. Pendulum – 3:39
11. Rebirth – 3:39

Tracce bonus della versione Enhanced
1. Raining Blood (cover degli Slayer) – 3:27
2. Tangled Web We Weave – 4:05
3. Outro – 3:12

## Formazione
- Paul Stoddard – voce
- Jon Kita – chitarra solista
- Kirk Kolaitis – chitarra ritmica
- Jeremy Wooden – basso
- Jason Costa – batteria